# Jocelyne Larocque
Jocelyne Larocque, född den 19 maj 1988 i Ste. Anne i Manitoba, är en kanadensisk ishockeyspelare som spelar för Markham Thunder i CWHL och Kanadas damlandslag i ishockey.
Hon tog OS-guld i damernas ishockeyturnering i samband med de olympiska ishockeytävlingarna 2014 i Sotji. Vid hockeyturneringen vid olympiska vinterspelen 2018 i Pyeongchang tog hon en silvermedalj.